# Dendrostylis suaveolens
Dendrostylis es un género monotípico de arbustos perteneciente a la familia de las achariáceas. El género comprende 8 especies descritas y de estas, solo una aceptada. Su única especie: Dendrostylis suaveolens, es originaria de Colombia en Cundinamarca, Rio Seco; valle del río Magdalena.

## Taxonomía
Dendrostylis suaveolens fue descrita por Triana & H.Karst. y publicado en Linnaea 28: 431. 1856.